# Антиохийская школа
Антиохийская школа (греч. Θεολογική σχολή της Αντιόχειας) — ветвь ранней патристики с центром в Антиохии. Основана в конце III века, наибольшего расцвета достигла в IV веке. Антиохийская школа, в противовес Александрийской школе, настаивала на буквальном (историческом и географическом) толковании Библии и буквализме, мало прибегая к аллегорическим и мистическим трактовкам Священного Писания.
В то время как александрийцы разрабатывали синтез христианства с учением Платона, антиохийцы следовали Аристотелю. Они не только не отвергали научного знания, но и (по свидетельству Епифания) «с утра до вечера сидели над занятиями, стараясь излагать представление о Боге при помощи геометрических фигур». Евсевий Эмесский, у которого учился основатель школы как учебного заведения Диодор Тарсийский, был изгнан паствой за глубокое знание математики. В борьбе против манихейства и аполлинаризма антиохийские богословы подчёркивали человеческую сторону Христа, а александрийцы — божественную.
Крупнейшие представители — Евсевий Эмесский, Кирилл Иерусалимский, Диодор Тарсийский, Иоанн Златоуст и Феодорит Кирский. Учениками антиохийской школы были знаменитые ересиархи Несторий и Феодор Мопсуестийский. Антиохийская богословская школа оказывала огромное влияние не только на Сирию и Ливан, но и на всю Палестину со святым градом Иерусалимом, на Великих каппадокийцев и на всё христианское богословие.
Однако осуждение несторианства с подачи Кирилла Александрийского ознаменовало собой закат антиохийского богословия в самой Антиохии. Новые школы этого направления возникли сначала в ливанском монастыре святого Марона, затем в Эдессе, и, наконец, в Нисибине. В то же время ученики св. Иоанна Златоуста (Иоанн Кассиан, патриарх Прокл) распространили это направление мыслей по всему греко-римскому миру.

## Антиохийская школа в «ЭСБЕ»
В начале XX века «Энциклопедический словарь Брокгауза и Ефрона» так описывал её на своих страницах: 
Антиохийская школа — в церковных спорах V стол. играла весьма видную роль. Эта богословская школа, основанная в Антиохии в начале IV века, получившая громкую известность, имела приверженцев не только в среде своих учеников, но и среди многих знаменитых учителей церкви, вышедших не из этой школы. Хотя основанием своим А. школа была обязана усердному изучению писания, начало которому было положено под влиянием Оригена александрийской школой, но с течением времени она по всем пунктам стала в резкую оппозицию с направлением последней. В противоположность идеалистическому и умозрительному, но часто фантастическому и окольному пути, которому следовали при изучении писания александрийцы, антиохийцы стояли за непосредственное и трезвое исследование самого текста и, не сходя с положительной почвы памятника, придерживались буквального его смысла и отбрасывали все произвольные аллегорические толкования. Из их рядов вышли лучшие историки церкви и ученейшие экзегеты V стол. В философии они примыкали скорее к Аристотелю, чем к Платону; в богословии они на первый план выдвигали необходимость твердого нравственного мировоззрения. В великом споре того времени об отношении божественного и человеческого естеств в лице Спасителя они выступили ярыми противниками александрийцев, которые разрешали его в смысле обоготворения человеческого естества Христа и соединения естеств объясняли понятием полного объединения. Антиохийцы же стояли за строгое различение двух естеств даже по соединении их в одном лице и в Христе видели человека, связанного с Божественным Словом (логос) в одно нераздельное единство, Человека, которого Божественное Слово избрало своим орудием и храмом, но который нравственно развивался путём чисто человеческим, что выразилось в борьбе с искушениями, в Его страданиях, наконец, и смерти. И если некоторые александрийцы пришли к монофизитизму, то антиохийцы, как в этом упрекали Нестория, допускали в Едином Христе два лица. Основателями школы называли двух ученых пресвитеров Антиохии: Дорофея и Лукиана († 311 г.), Главами её в IV и V стол. были Феодор, епископ Гераклейский (368 г.), Евсевий, еписк. Эмеский († 360), Кирилл, еписк. Иерусалимский († 386), Ефрем, диакон Эдесский († 378), Диодор, еписк. Тарсийский († после 394) и ученики последнего — благочестивый Иоанн, еп. Константинопольский, прозванный за своё красноречие Златоустом (Хризостом † 407 г.) и учёный Феодор, епископ Мопсуестийский († 429). Последними же именитыми представителями этой школы в V столетии были: Ива, еписк. Эдесский, и знаменитый историк церкви блаженный Феодорит, еп. Кирский († 527).

Об учении и судьбе последних трех ср. Доброклонский, «Сочинение Факунда, еписк. Гермианского, в защиту трех глав» (Москва, 1880); Гергенретгер, «Die Ant. Schule etc.» (Вюрцб., 1866); Кин (Kihn), «Die Bedeutung der Ant. Schule auf exegetischem Gebiet» (Вейссенб., 1867); Добротворский, «Несторианство и монофизитизм в связи с верованиями и судьбами Востока» («Духовный вестник», 1863); Глубовский, «Блаженный Феодорит, еп. Кирский» (Москва, 1890).